# Chu Vũ vương
Chu Vũ Vương (chữ Hán: 周武王, 1110 TCN - 1043 TCN, tên thật là Cơ Phát (姬發), nhật danh là Vũ Đế Nhật Đinh (珷帝日丁), là vị vua sáng lập triều đại nhà Chu trong lịch sử Trung Quốc. Theo Hạ Thương Chu đoạn đại công trình của các nhà sử học hiện đại Trung Quốc, ông trị vì nước Chu (chư hầu của nhà Thương) trong 14 năm, sau đó lật đổ nhà Thương và làm vua nhà Chu cai trị toàn Trung Quốc từ năm 1046 TCN – 1043 TCN.
Chu Vũ vương nổi tiếng trong lịch sử vì đã lật đổ Trụ Vương tàn bạo của nhà Thương, và thành lập triều đại lâu nhất của Trung Quốc. Ông cùng Chu Văn vương, Nghiêu, Thuấn, Đại Vũ và Thành Thang thường được các học giả Nho giáo nhắc đến như là hình tượng những đại minh quân hiền minh trước thời kỳ Nhà Tần.

## Thân thế
Cơ Phát là con thứ hai của Tây bá hầu Cơ Xương, mẹ là Thái Tự. Người anh cả của Cơ Phát là Bá Ấp Khảo đã mất sớm, tính đến khi trưởng thành Cơ Phát có tám người em cùng mẹ là: Quản thúc Tiên, Chu công Đán, Sái thúc Độ, Tào thúc Chấn Đạc, Thành thúc Vũ, Hoắc Thúc Xử, Khang thúc Phong, Đam thúc Tái. Trong 10 anh em thì Cơ Phát và Cơ Đán là 2 người giỏi nhất, thường giúp Cơ Xương xử lý công việc.
Theo sách Lễ ký, Văn vương thế tử thì Cơ Phát chỉ kém cha 15 tuổi. Khi cha mất, ông đã 91 tuổi. Như vậy Cơ Phát sinh khoảng năm 1137 TCN. Nhưng theo các nhà sử học hiện đại, thì Cơ Phát sinh năm 1110 TCN, giả thuyết này lại có lý, vì các tướng quân cũng như quân vương thường sinh con khi đã ngoài 20 tuổi, việc Bá Ấp Khảo sinh ra khi Cơ Xương chỉ mới 13 tuổi cũng rất là vô lý.

## Kế thừa cơ nghiệp
Khi Cơ Xương còn sống đã xúc tiến nhiều việc để đánh nhà Thương lúc đó do Trụ vương tàn bạo cai trị. Cơ Xương phong Khương Tử Nha làm quân sư, dẫn quân vượt Hoàng Hà về phía đông, diệt một số [chư hầu thân] với Trụ như Côn Ngô, Sùng, chiếm cứ phần lớn vùng phía nam sông Vị, hình thành cục diện "ba phần thiên hạ có hai phần". Nền cai trị của Chu ở lưu vực sông "Vị Thủy" được củng cố.
Năm 1135 TCN, Cơ Xương mất, Cơ Phát lên thay ngôi Tây Bá Hầu. Ông chú trọng củng cố nội chính, tiếp tục dùng Khương Tử Nha làm quân sư, cho các em là Cơ Đán làm Tể tướng, Thiệu công và Tất công làm cận thần phò trợ. Trong thiên Thái Bá sách Luận ngữ Khổng Tử nói "Đối với vua Vũ vương ta chẳng có điều gì phải nói nữa. Vua Vũ vương ăn uống rất đạm bạc còn tế lễ quỷ thần rất thịnh soạn. Bình thường mặc áo quần rất giản dị, sơ sài còn khi tế lễ ăn mặc rất đẹp, mũ miện đầy đủ. Cung thất ở rất chật hẹp mà đưa toàn tâm, toàn lực ra xây dựng thủy lợi đê điều. Đối với vua Vũ vương ta thật không còn lời nào chê trách được nữa!"

## Ra quân diệt Trụ
Năm 1126 TCN, ông dời đô từ đất Phong về đất Cảo, biểu hiện ý chí tiến về đông. Ông làm lễ tế Tây bá Cơ Xương ở đất Tất, rồi mang theo bài vị thờ Cơ Xương đi theo, tập hợp chư hầu ở Mạnh Tân. Khi Cơ Phát đang tập hợp binh sĩ thì có hai người con vua nước Cô Trúc là Bá Di và Thúc Tề đến xin gặp mặt và can rằng:
Vua Trụ tuy là hôn quân bạo ngược nhưng vẫn là chúa của thiên hạ, nước Chu chẳng qua chỉ xếp hàng trong số các chư hầu. Nay ngài khởi binh, chẳng khác nào thần tử lại đi hại quân vương, như vậy có gọi là nhân chăng?
Cơ Phát biết hai người vì trung thành với nhà Thương mà đến nên ông không nghe theo lời can của họ. Sau khi điểm duyệt quân lính, Cơ Phát nhận thấy thời cơ chưa tốt nên tạm lui quân về. Trong khi đó, Trụ vương ngày càng mất lòng người. Trụ tàn ác giết vương tử Tỷ Can vì can thẳng, giam cầm đại thần Cơ Tử. Thiếu sư Cường thấy vậy liền chạy sang với Cơ Phát.
Năm 1124 TCN, Cơ Phát thấy thời cơ đã đến, bèn tuyên cáo với các nước chư hầu:
Vua Ân tội ác nghiêm trọng, không thể không mang quân đánh dẹp.
Rồi ông khởi binh gồm 300 cỗ xe, 45000 quân mặc giáp, 3000 dũng sĩ đi đánh Ân.
Tháng 12 âm lịch năm 1124 TCN, chư hầu đều đến hội ở Mạnh Tân. Cơ Phát viết thiên Thái thệ để hiểu dụ mọi người, nêu rõ tội ác của Trụ vương để có lý do khởi binh.
Ngày Giáp tý tháng 2 âm lịch năm 1123 TCN, Cơ Phát tiến đến Mục Dã, ngoại ô kinh đô Triều Ca. Đại quân làm lễ thề trên cánh đồng lớn cách kinh đô Triều Ca của nhà Ân 70 dặm. Cơ Phát tay phải cầm búa lớn mày vàng, tay trái cầm cờ mao trắng đứng chỉ huy, cùng toàn quân tuyên thệ. Sau đó ông ra lệnh tấn công.
Trụ vương vội mang vài chục vạn quân ra nghênh địch. Quân Trụ tuy đông hơn nhưng binh sĩ chán ghét vua không muốn đánh, đặc biệt trong hàng ngũ quân Ân có nhiều nô lệ bất mãn vì bị ngược đãi nên đồng loạt bỏ gươm giáo mà chạy, mở đường cho quân của Tây bá Cơ Phát tiến vào.
Trụ vương thấy toàn quân tan rã, biết là đại cục đã hỏng, bèn chạy đến Lộc Đài, tự thiêu mà chết.
Các chư hầu và dân nhà Ân đồng loạt đến mừng Cơ Phát diệt được Trụ. Cơ Phát mang quân vào thành Triều Ca, đến chỗ Trụ tự vẫn, tự tay bắn 3 phát tên vào thây rồi dùng búa chặt đầu Trụ vương lẫn Đát Kỷ rồi đem thủ cấp treo ở cổng thành. Phí Trọng, Du Hồn và toàn bộ nịnh thần của Trụ vương đều bị chém đầu.

## Dựng nhà Chu, phong chư hầu
Cơ Phát lên ngôi Thiên tử, lập ra nhà Chu. Ông truy tôn cha là Cơ Xương làm Văn vương, vì vậy đời sau gọi là Chu Văn vương (周文王). Ông làm lễ cáo tế trời đất, cho con của Trụ Vương là Vũ Canh tiếp tục cai trị đất Ân để giữ hương hoả cho nhà Ân. Các vùng xung quanh nhà Ân còn chưa ổn định, nên ông chia làm ba khu vực: phía bắc Triều Ca đến đất Bội phong cho em trai là Hoắc Thúc; phía đông Triều Ca là đất Vệ ông phong cho em là Quản Thúc, phía tây Triều Ca là đất Dung ông phong cho người em khác là Sái Thúc. Trên danh nghĩa, ba người em ông có trách nhiệm giúp đỡ Lộc Phủ nhưng trên thực tế là để giám sát, vì vậy sử gọi là Tam giám.
Chu Vũ vương tha cho Cơ Tử bị Trụ giam cầm ra khỏi tù, sai Nam Cung Quát cứu trợ cho những người dân nghèo. Sau đó ông sai Hoằng Yêu đắp mộ cho đại thần Tỷ Can nhà Ân bị Trụ giết, sai Sử Dật mang chín đỉnh của nhà Ân ra trưng bày. Trước khi trở về tây, ông sai Tôn Chúc tế hồn những binh sĩ tử trận.
Chu Vũ vương nhớ công lao các vua đời trước, ông phong cho con cháu họ làm chư hầu:
- Con cháu Thần Nông ở đất Tiêu.
- Con cháu Hoàng Đế ở đất Chúc.
- Con cháu vua Nghiêu ở đất Kế.
- Con cháu vua Thuấn ở đất Trần.
- Con cháu vua Vũ nhà Hạ ở đất Kỷ.
- Con cháu Ngô Thái Bá ở đất Ngô.
- Con cháu vua Thiếu Khang nhà Hạ ở đất Việt.

Để thưởng công cho các tướng sĩ có công phò trợ diệt Thương, ngoài ba người em trai đã phong làm Tam giám, ông phong chư hầu cho các công thần, trong đó các nước lớn là:
- Khương Tử Nha ở đất Doanh Khâu, gọi là nước Tề.
- Phong em trai là Cơ Đán ở Khúc Phụ, gọi là nước Lỗ.
- Phong cho em là Thiệu Công Thích ở nước Yên.

Dù đã diệt nhà Ân, Chu Vũ vương vẫn ngày đêm suy nghĩ về cách giữ gìn cơ nghiệp không chợp mắt. Khi bàn bạc với Chu Công Đán, ông nói:
| “ | Ta phải nhớ lấy bài học của các triều đại bị diệt vong, muốn an định thiên hạ, chú ý làm tốt việc dân. Xét từ hình thế địa lý, lưu vực sông Lạc, Y là trung tâm thiên hạ, nên dựng đô ở đó. | ” |

Vì vậy ông quyết định xây dựng thêm Đông đô ở Lạc Ấp. Tuy nhiên trong thời gian ở ngôi, Chu Vũ vương chưa kịp thực hiện ý định này. Về sau em ông là Chu Công Đán làm phụ chính đã hoàn tất ý định của ông. Nhà Chu truyền tới đời Chu Bình vương đã chính thức thiên đô về đây.
Chu Vũ vương lên ngôi thiên tử khi tuổi đã cao(Theo Trúc thư kỉ niên thì ông 54 tuổi thì mất). Năm 1116 TCN, ông lâm bệnh qua đời. Con nhỏ của ông là Cơ Tụng lên ngôi, tức là Chu Thành vương. Em ông là Chu công Đán làm phụ chính.
Nhà Chu mà Cơ Phát khai nghiệp tồn tại được 867 năm, là triều đại tồn tại lâu nhất trong lịch sử Trung Quốc.

## Gia quyến
- Cha : Cơ Xương
- Mẹ : Thái Tự
- Vương hậu : Ấp Khương (邑姜) , con gái của Khương Tử Nha. [12]
- Con cái :

1. Chu Thành Vương
2. Vương tử Cơ Quốc , hay Vu thúc Quốc.
3. Vương tử Cơ Ngu , hay Đường thúc Ngu.
4. Đại Cơ (大姬) , con gái lớn , gả cho Trần Hồ công.

## Trong văn hóa
Chu Vũ Vương được biết đến nhiều qua bộ tiểu thuyết Phong Thần diễn nghĩa của Hứa Trọng Lâm. Những mô tả về ông tương đối khá sát với sử sách. Theo đó ông được mô tả là người văn võ song toàn, có chân mệnh đế vương nên được các chư thần giúp sức vượt qua nhiều lúc hiểm nguy, cấp bách.